# Macaroni Cwm
Macaroni Cwm ist ein im unteren Abschnitt mit Moosen und Tussock bewachsenes Kar auf Bird Island vor der nordwestlichen Spitze Südgeorgiens im Südatlantik. Es liegt westlich des Cardno Point im Osten der Insel.
Das UK Antarctic Place-Names Committee benannte es 1982 nach dem hier nistenden Goldschopfpinguin (englisch Macaroni penguin).